# K2Editor
K2Editor （ケーツーエディタ）は、SDI タイプのテキストエディタ。
フリーウェアながら有償のテキストエディタに引けをとらない多彩な機能を持つ。特に、正規表現を利用した色分け表示機能は Perl や Ruby などの複雑な文法を持つ言語にも対応できる程に強力なものである。
また、レジストリを使用しないため、可搬性にも優れる。

## 動作環境
Microsoft Windows 98/2000/XP の動作する環境。